# Фронт национального освобождения Конго
Фронт национального освобождения Конго (фр. Front National pour la Libération du Congo, FNLC) — конголезская повстанческая группировка. Создан катангскими жандармами — сторонниками Моиза Чомбе. После поражения от войск Мобуту Сесе Секо перебазировался в Анголу. Поддерживал португальскую колониальную администрацию в войне против национально-освободительного движения. После деколонизации Анголы — союзник МПЛА. Участвовал в ангольской гражданской войне на стороне марксистского правительства против партизанского движения УНИТА. Продолжал борьбу с режимом Мобуту, осуществлял вторжения в Заир. В 1977 и 1978 инициировал крупные мятежи в провинции Шаба, подавить которые удалось только при участии международных сил. Участвовал в свержении режима Мобуту в 1997 году.

## Жандармы Чомбе и ПИДЕ
В 1967 году катангские жандармы и иностранные наёмники Моиза Чомбе подняли восстание против центрального правительства Заира. Выступление было с крайней жестокостью подавлено правящим режимом Мобуту Сесе Секо. Мятежники во главе с жандармским подполковником Домиником Калонгой и бывшим полицейским комиссаром Колвизи Натаниэлем Мбумбой бежали в Португальскую Анголу.
18 июня 1968 года жандармы-эмигранты учредили в Анголе FNLC со своими вооружёнными силами. Сделано это было по согласованию и при поддержке португальской колониальной администрации и спецслужбы ПИДЕ. Из конголезских эмигрантов-лунда были сформированы три батальона общей численностью 2—2,5 тысячи человек. Эти формирования получили название Fiéis — «Верные». Боевики FNLC называли себя также Tigres Katangais — «Тигры Катанги».
Участвовали в португальской колониальной войне против ангольских национально-освободительных сил. Первоначально во главе FNLC стоял Калонга, затем его оттеснил отличившийся в боях Мбумба, получивший офицерское звание в ПИДЕ. Жёстко авторитарный Мбумба сумел утвердить военную дисциплину и добиться значительных боевых успехов. Прослушав курс в Военной академии Лиссабона, Мбумба получил звание бригадного генерала.
Сложилось так, что боевики Мбумбы сталкивались в боях с партизанами ФНЛА и отчасти УНИТА, а не МПЛА. В то же время FNLC продолжал борьбу против режима Мобуту. Португальские власти не поддерживали Мбумбу на этом направлении, но и не чинили серьёзных препятствий. Союзником FNLC традиционно являлось движение Лорана Кабилы.

## Альянс с МПЛА
После Португальской революции 1974 независимость Анголы была провозглашена под властью МПЛА во главе с Агостиньо Нето. УНИТА Жонаса Савимби осталась вооружённой оппозицией. Поскольку между FNLC и МПЛА практически не происходило столкновений, власти НРА заключили союз с организацией Мбумбы. Общность врагов — Савимби и Мобуту — обеспечило взаимопонимание. Кроме того, уход из Анголы был для FNLC невозможен — Мбумба и его окружение были обречены в Заире на смертный приговор.
Соглашение между FNLC и МПЛА было подписано ещё до провозглашения независимости Анголы — 17 декабря 1974 года при посредничестве португальского губернатора Роза Коутинью, также союзника Нето. В одном из пунктов говорилось, что «после освобождения Анголы МПЛА окажет FNLC помощь в освобождении Конго-Заира». Таким образом бывшие жандармы прозападного антикоммуниста Чомбе, агенты салазаристской спецслужбы и колониальные каратели оказались военно-политическими союзниками марксистского просоветского режима.
Формирования FNLC активно включились в ангольскую гражданскую войну на стороне МПЛА. Они приняли участие в стратегически важной битве при Кифангондо, где 10 ноября 1975 года были разгромлены прорывавшиеся к Луанде войска ФНЛА. Это участие было, однако, ограниченным - в силу того, что большинство боевиков FNLC были переброшены к югу, против войск ЮАР и УНИТА.
Ангольские власти отдавали должное союзникам. Была налажена военная подготовка молодёжи лунда, представители которой активно вербовались в FNLC. Президент Нето пытался интегрировать всех противников Мобуту под эгидой Натаниэля Мбумбы, FNLC получал советское оружие из арсеналов ФАПЛА.

## Вторжения в Заир

### Мятеж 1977 года
В начале марта 1977 года боевики FNLC вторглись из Анголы в заирскую провинцию Шаба (тогдашнее название Катанги). Было одержано несколько побед над заирской армией, заняты значительные территории, начала создаваться административная структура.
Высказывалось предположение, что поддержку FNLC оказывали Куба, ГДР и СССР. Это казалось логичным в свете тесных связей с этими государствами ангольского правительства, «курировавшего» группировку Мбумбы. Ангола являлась «форпостом социализма» в Африке, тогда как заирский режим Мобуту — важным африканским союзником Запада. Документальных подтверждений связи FNLC с советскими, кубинскими или восточногерманскими властями представлено не было. Но сам факт военной активности против Заира с территории Анголы, как и характер комментариев в советской прессе говорил сам за себя.

Каковы бы ни были детали текущего вторжения в Заир, нападение произошло из страны, правительство которой установлено советским оружием и войсками советского сателлита. Это не могло произойти и не может продолжаться без молчаливого согласия СССР.

Генри Киссинджер

Вытеснить FNLC из Заира удалось только к концу мая с привлечением международной военной помощи, прежде всего марокканского экспедиционного корпуса.

### Мятеж 1978 года
В мае 1978 года отряды FNLC снова прорвались в Шабу и опять продемонстрировали очевидное военное превосходство над армией Мобуту. Спецназ «Тигров Катанги» под командованием полковника Виндисена Кийаны быстро захватил аэропорт Колвези, уничтожил несколько военных самолётов правительственных войск и расправился с заирскими солдатами. Ключевой в экономическом отношении город Колвези был взят под контроль, проведён парад войск FNLC. Правительственные войска и на этот раз не смогли организовать эффективного сопротивления.
Столкновение оказалось более скоротечным и кровопролитным, чем годом ранее. 20-21 мая боевики FNLC были разгромлены парашютно-десантным полком французского Иностранного легиона под командованием Филиппа Эрюлена.
События в Шабе 1977 и 1978 продемонстрировали, с одной стороны, слабость и непопулярность режима Мобуту, с другой — отсутствие массовой поддержки у проангольских сил. Население не сопротивлялось FNLC, однако народного восстания против Мобуту не произошло, притока в войска мятежников не наблюдалось. Жители провинции старались дистанцироваться от конфликта. Обличение коррумпированной диктатуры Мобуту, многочисленные обещания, даже попытки проведения реальной социальной политики на захваченных территориях не могли изменить положения. Отсутствие активной массовой поддержки сводило на нет очевидные преимущества FNLC над заирскими войсками в военной подготовке, организованности и дисциплине.

## После поражений в Шабе
После отступления из Шабы в мае 1978 FNLC снова принял активное участие в ангольской гражданской войне. Боевики воевали в составе ангольских правительственных войск против партизан УНИТА. Однако генерал Мбумба и его ближайшие помощники были отстранены от руководства.
Натаниэль Мбумба подвергся аресту и затем выслан из Анголы в Заир. Вопреки ожиданиям, он был амнистирован Мобуту (возможно, по договорённости с душ Сантушем), поселился в Киншасе и отошёл от политики. В руководстве FNLC Мбумбу сменил старый катангский жандарм Симон Касонго, ставший впоследствии генералом ангольской армии, затем — Виндисен Кийана, в которым, однако, власти Анголы резко конфликтовали и в 1980 выслали в Гвинею-Бисау. Другие военно-политические руководители FNLC были обвинены в некомпетентности и коррупции, после чего также покинули Анголу. Руководство перешло к генералу Эли Каньюмбу.
В 1984 году правительство Анголы перебазировало формирования FNLC на северо-запад страны, отодвинув их от границы с заирской провинцией Шаба. Это являлось очевидной уступкой ангольского президента душ Сантуша, сделанной ради примирения с Мобуту.

## Участие в свержении Мобуту
В 1996 году генерал Каньюмбу явился одним из соучредителей Альянса демократических сил за освобождение Конго. Несколько тысяч «Тигров Катанги» принимали участие в свержении Мобуту 1997 и Второй конголезской войне 1998—2002.
В сентябре 2005 года Эли Каньюмбу с группой ближайших соратников вернулся в Конго. Некоторое время он принадлежал к правящей коалиции, в 2006 году снят со всех постов и помещён под домашний арест, на следующий год освобождён при международном вмешательстве. С 2008 года пребывает в оппозиции.

## Политический парадокс
FNLC являет собой пример политико-идеологического парадокса времён Холодной войны: организация «прозападного» (учитывая ориентацию Чомбе) происхождения в силу ситуативных причин фактически оказалась на службе просоветского и прокоммунистического правительства.
Окончание Холодной войны лишило режим Мобуту западной поддержки и с неизбежностью привело к его падению. В этих условиях FNLC превратился в одного из участников новой конголезской политики — далеко не самого влиятельного.